# Jay Jay, the Jet Plane
Jay Jay, the Plane (Brasil: Jay Jay, o Jatinho / Portugal: Jay Jay, o Avião) é um desenho animado produzido pela PorchLight Entertainment, e os Kryaa Trajado de bangu, Wonderwings.com Entertainment, The Learning Channel (Temporadas 1–2) y PBS Kids (Temporadas 3–4), que conta a história de Jay Jay, um jatinho azul que, junto com os demais personagens, participam de aventuras no aeroporto de Tarrytown. A série se estreou de aires a as 8:00 a.m. EST/PST tempo em 21 de novembro de 1998 em The Learning Channel nos Estados Unidos.
É um desenho para crianças em fase de alfabetização, pois são inseridas em seu roteiro lições educativas. Foi exibido no Brasil pela TV Cultura, TV Brasil e Discovery Kids.

## História
A série estreou em 21 de novembro de 1998 no TLC e Discovery Kids a as 8:00 a.m. ET/PT tempo nos Estados Unidos. edições de vídeo doméstico foram divulgados pelo Columbia TriStar Home Entertainment até 2010, como parte de sua coleção "Columbia TriStar Family Fun". Distribuição foi então transferida para a divisão da editora do livro infantil Thomas Nelson , apesar de não ser uma série "cristão". Dublador Mary Kay Bergman , desde a voz original de Jay Jay e vários outros personagens.
Em 2006, os episódios de "novos" foram produzidos com personagens adicionais, incluindo o plano Latino vermelho Lina. Cada episódio começa com um "Mistérios de Jay Jay" segmento em que Jay Jay e Lina explorar tais coisas que podem ser um mistério para a faixa etária destinada, por exemplo, como aviões voam e como os cinco sentidos são usados. O segmento de mistérios é seguido por uma história que vem dos episódios iniciais da série, de modo a efeito a uma nova série repackages previamente transmitida conteúdo.
Anterior à série 1998, uma série de não-animado curta foi feito em 1994, com o modelo real personagens planas e personagens humanos animados trabalhada. Eles não falam, mas tinha as mesmas personalidades. A série original foi narrado de forma semelhante a episódios iniciais de Thomas the Tank Engine ou Theodore Tugboat . [1] Ele continha três vídeos: Primeiro Voo de Jay Jay, Antigo Oscar conduz o desfile, e de Tracy Handy Hideout. Estes três episódios ficaram conhecidos como a "série piloto".

## Personagens
Os aviões e veículos terrestres são personagens CGI.

### Personagens aviões Jovens
- Jay Jay. Masculino. Pequeno azul e vermelho avião a jato . Ele é dublado por uma atriz, Mary Kay Bergman, Debi Derryberry y Donna Cherry.
- Tracy. Feminino. Pequeno rosa e amarelo jato avião. A audição normal, mas entende American Sign Language . Dublado por Gina Ribisi y Sandy Fox.
- Snuffy. Masculino. Pequeno hélice verde monoplano . Está equipado para skywriting . Em consistência episódio (que depende da ordem), um episódio diz que ele não voou mais longe do que Tarrytown relâmpago Bug Lake, mas outros episódios mostram o voar muito mais longe; em "Catch the Buzz" Snuffy ainda não se livrou de seus originaistimidez , mas em muitos outros episódios que ele não mostra nenhum sinal de timidez. Dublado por Gina Ribisi y Sandy Fox.
- Herky. Masculino. Amarelo e verde helicóptero . Na série original, ele falou com uma gagueira (como Looney Tunes e Merrie Melodies Character Porky Pig ). Na série CGI, ele revira os "R" sempre que ele fala, e muitas vezes pronuncia estressado "er" desde vocálico "r" ([ ɹ̩ ]), por exemplo, "Eu sou Herky" como [aɪm hɹ̩ ː kǐ] , com uma forte alta subindo acento tonal no final "-y". Ele tem patins em vez de rodas e não pode taxiar no chão. Dublado por Mary Kay Bergman

### Personagens aviões mais velhos
- - Big Jake. Masculino. Adulto. Figura paterna. Prata transportadora de carga . Propeller-driven. Dublado por Murilo Coura Gonzaga
  - Savannah. Feminino. Adulto. Figura da mãe. Prata supersônico avião. Ela foi feita em Savannah na Geórgia (EUA), daí (na história) o nome dela. Ela lembra um pouco oConcorde jato supersônico. Dublado por Mary Kay Bergman y Debi Derryberry
  - Velho Oscar. Masculino. Idoso. Figura Avô-like. Verde velho biplano . Dublado por Chuck Morgan e Michael Donovan

### Veículos terrestres
- -     - Revvin 'Evan. Caminhão bombeiro , primo de Tuffy. Dublado por Mary Kay Bergman, Debi Derryberry y Donna Cherry
    - Tuffy. O azul eo vermelho towtruck , primo de Revvin Evan. Dublado por Sandy Fox

### Os seres humanos
- -     -       - Brenda Azul: Mulher na roupa azul e normalmente usa um boné vermelho ou um boné azul. Responsável pelo aeroporto, e é o mecânico . Ela não usa o aeroporto torre de controle , mas se comunica com os aviões por um rádio bidirecional portátil a partir do solo. Interpretado por Eva Whittle e Vanessa Stacey na versão UK.
      - Sra. Azul: é a mãe de Brenda azul que às vezes visita Aeroporto de Tarrytown.
      - Senhorita Jones: é um bibliotecário surdo em Tarrytown Biblioteca quem sabe American Sign Language .
      - EZ O'Malley. Fundou EZ Airlines e seus primos são mal-humorado O'Malley (vive em Dewdrop Farm), Pierre O'Malley (vida na França) e Tex O'Malley (vidas em Texas ).(Nota: aqui 'Z' é pronunciado "zee", não "zed".)
      - Outros personagens humanos aparecem de vez em quando.
      - Aeroporto de Tarrytown é gerido por uma pequena empresa chamada EZ Airlines.
      - Em Tarrytown é uma escola chamada Escola O'Tarry Michael.

### Animais
- -     -       -         - Breezy: é uma borboleta monarca .
        - Bobby e Billy Bee Bee: são duas abelhas .
        - Os vaga-lumes em Lightning Bug Lake.
        - A baleia azul no oceano.

## Locais
- -     - Tarrytown está em uma área montanhosa com chuva o suficiente para manter a terra verde e gelo e neve, por vezes, no inverno. Ambas as montanhas arborizadas e um deserto nas proximidades.
    - Aeroporto de Tarrytown é onde Jay Jay e seus amigos vivem e Brenda Azul funciona.
    - Parque Nacional de Tarrytown
    - Prado Sorriso
    - Sandy Landing tem uma área de cais.
    - Pangabula Ilha
    - Tarrytown Pedreira
    - Sol Deserto
    - Tippy Toppy Peak
    - Pines gelados
    - Echo Canyon
    - Cherry Tree Lake
    - Crystal Cave
    - Erro de relâmpago Lago

Tarrytown e do seu aeroporto nunca são vistos em fotos em movimento-câmera e, portanto, são cenários em miniatura reais prováveis que foram fotografadas e as fotografias foram utilizadas como fundo nas imagens CGI. A pista do aeroporto pode ser um plano de terra CGI textura mapeada com uma fotografia de tamanho completo real ou pista em miniatura. Às vezes, os aviões de táxi nas ruas da cidade. 

## Produção
A série foi produzida por Cartoons modernos em Oxnard, Califórnia , EUA. Ao contrário de Thomas the Tank Engine , esta série usaram uma variedade de técnicas de animação:
- -     - Os fundos foram cenários em miniatura (geralmente construídas em dois grupos de 4 por 8 metros (1.200 mm x 2.400 milímetros) folhas de madeira compensada).
    - Brenda Azul foi uma ação ao vivo atriz baleado na frente de uma tela verde .
    - Os aviões eram modelos de computador criados no Maya e um software proprietário.
    - O movimento dos aviões foi gravado por jogar fora a cena com modelos de madeira, equipados com sensores de posição magnético. Os aviões tinham um interruptor para ajudar pouso e taxiamento , devido a algumas pequenas flutuações nos dados de posicionamento magnético.
    - Os rostos dos aviões e lábio sincronização foram feitas por rastreamento de rosto, uma técnica em que os pontos de reflexão são colocados no rosto de um ator de voz. A pista de voz é gravado digitalmente, juntamente com os dados do ponto. Então, o cara é processado usando uma forma de animação paramétrica .
    - O movimento da cabeça e outros efeitos foram feitos por joysticks .

As questões matemáticas complexas e CGI foram resolvidos por Frank Ford Little, PhD. [ esclarecimentos necessários ] [ carece de fontes? ]
Utilizou-se um número de sistemas de software proprietário: [ carece de fontes? ]
- -     - Dados / gravação de áudio e suavização foram feitas em uma máquina Windows.
    - Cortes diárias foram feitas em " Compaq computadores Alpha "executando uma versão do Windows NT 4.0 de 64 bits.

## Os Mistérios de Jay Jay
| - O Mistério de Plantas - O Mistério do Tempo - O Mistério de tamanho e forma - The Mystery of Flight - O Mistério do Cinco Sentidos - O Mistério da Água - The Mystery of Bugs - The Mystery of Time - O Mistério das Estrelas e Planetas - O Mistério dos Dinossauros | - Lina: novo amigo de Jay Jay. - Montana: Safari avião. - Capitão Bob: avião de combate a incêndios. - Solar: Amarelo. Asas longas de largura. 6 hélices acionadas por eletricidade a partir de painéis solares que cobrem os topos de suas asas. - Truckee: [2] Caminhão . |

## Radiodifusão

### Estados Unidos
A série é transmitida ao longo de muitos dos 379 postos de membros do Discovery Communications dos Estados Unidos e que anteriormente foi ao ar na TLC e Discovery Kids .

### Traduções
Nas versões estrangeiras da série, os personagens humanos são muitas vezes substituídos por diferentes atores. Por exemplo, na Coréia versão do show, um ator coreano assume o papel de Brenda. Excepcionalmente, a versão irlandesa de Jay Jay a Jet Plane usa principalmente atores falante não-nativo de Belfast (embora algumas partes menores são interpretados por atores nativos do Gaeltacht ).

### Europa
- -     -       -         - A série é transmitida em Inglês no Canal 5 (UK) e Discovery Kids (Reino Unido) e em Galês em S4C chamado Ari Awyren [3]
        - A série é conhecida como Jay Jay le Petit Avion
        - A série é conhecida como Jay Jay, el avioncito
        - A série foi transmitida em irlandês Tadhg uma t-Eitleán e Inglês
        - A série é conhecida como Jay Jay, o Avião

### Ásia
- -     -       -         - A série foi anteriormente mostrado na versão original em TV2 no início de 2000 (década). Ele também foi apelidado em malaio por filem Karya Nusa e foi ao ar no Astro Ria , também no início dos anos 2000 (década). Mais tarde, foi mostrado com novos episódios em Astro Ceria , em 2009, onde a dublagem Malay é feita em casa.
        - da série anteriormente foi ao ar na MediaCorp TV12 Central .
ジェイジェイジェットプレーン(Jei Jei Jetto Purén)

## Dubladores
- Gustavo Nader -  Jay Jay
- Erika Menezes - Lena
- Christiane Monteiro - Tracy
- Luiz Sérgio Vieira - Snuffy
- André Belizar - Velho Oscar
- Fernanda Baronne - Savannah
- Roberto Macedo - Big Jake
- Francisco Quintiliano - Herky
- Diretor de dublagem: Mário Cardoso
- Estúdio: Herbert Richers